# Veine cervicale profonde
La veine cervicale profonde (veine vertébrale postérieure ou cervicale profonde postérieure) accompagne son artère entre les muscles semi-épineux de la tête et du cou.
Elle commence dans la région sous-occipitale en communiquant avec les branches de la veine occipitale et par les petites veines des muscles profonds à l'arrière du cou.
Elle reçoit des affluents des plexus autour des processus épineux des vertèbres cervicales et se termine dans la partie inférieure de la veine vertébrale.